# 韋盧約克科查湖
14°18′36″S 69°49′53″W / 14.31000°S 69.83139°W
韋盧約克科查湖（Lake Veluyoc Cocha），是秘魯的湖泊，位於該國東南部普諾大區，由卡拉瓦亞省的克魯塞羅區負責管轄，處於阿里科馬山和阿里科馬湖以西。